# Prämonstratenserstift Stade

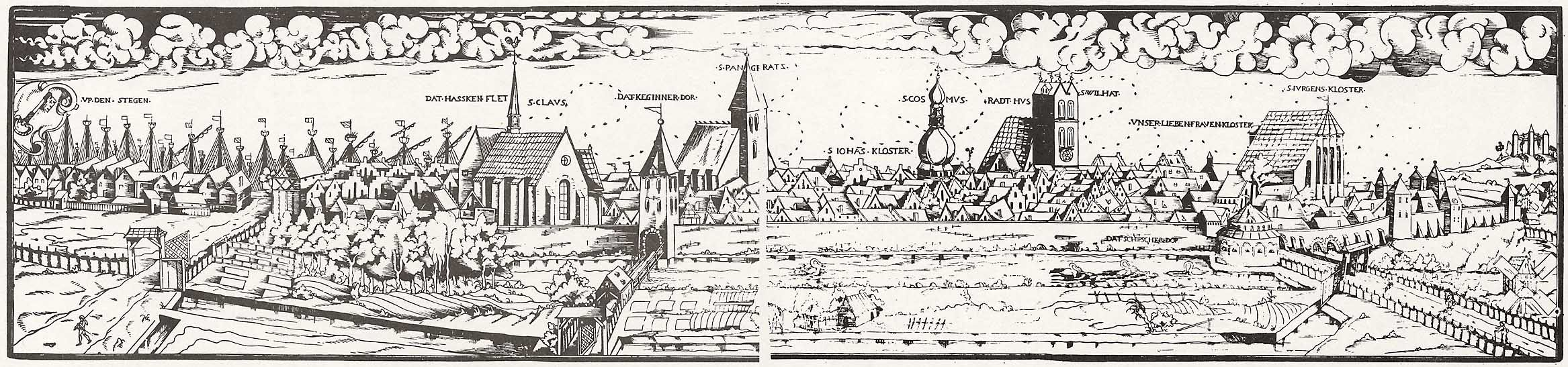
Stade, um 1550, mit S. JVRGENS.KLOSTER (rechts)

St. Georg (auch S. Jürgen) war eine Niederlassung des Prämonstratenserordens in Stade vom 12. bis zum 16. Jahrhundert.

## Lage

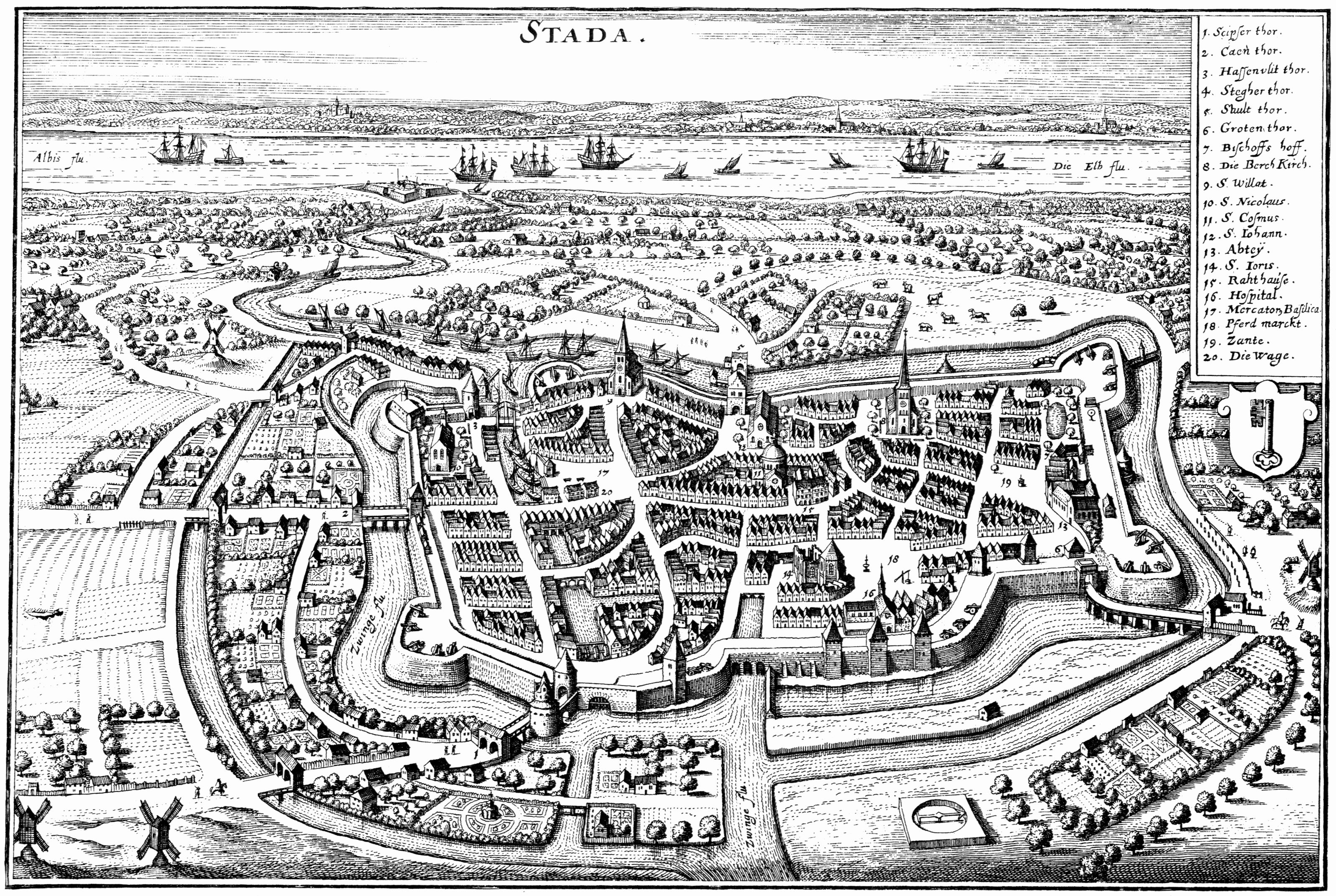
Stade, um 1640, mit S. Joris (14), Mitte unten

Das Kloster St. Georg lag auf einem kleinen Hügel im westlichen Teil der mittelalterlichen Stadt Stade. Diese liegt an der unteren Elbe, wenige Kilometer vor der Mündung in die Nordsee.
Auf der Stelle der ehemaligen Klosterkirche befindet sich jetzt das Zeughaus. In dessen Keller befindet sich die Gruft des Erzbischofs Gottfried von Arnstein als einziges erhaltenes und zugängliches Gebäudeteil des ehemaligen Klosters.

## Geschichte
Zwischen 1133 und 1137 gründete Graf Rudolf II. von Stade mit seiner Frau Richardis (Richgard) einen Prämonstratenserkonvent in Stade. Diese war eine der ersten des neuen Ordens. Von 1137 ist die Bestätigung durch den Bremer Erzbischof als erste schriftliche Erwähnung erhalten. Die ersten Chorherren kamen wahrscheinlich aus dem Stift Gottesgnaden bei Calbe an der Saale.
Das Stift St. Georg entwickelte sich bald zu einem wichtigen geistigen und wirtschaftlichen Zentrum in der Region.
Spätestens seit dem frühen 13. Jahrhundert besaß es das Patronat über alle Kirchen und Kapellen der Stadt Stade, was ihm 1232 und 1257 bestätigt wurde.
Außerdem verfügte es über erheblichen Grundbesitz in der näheren und weiteren Umgebung.
Im Orden spielte es dagegen trotz seines frühen Entstehens keine größere Rolle, möglicherweise wegen seiner etwas abgelegenen Lage innerhalb der sächsischen Zirkarie. Tochtergründungen sind nicht bekannt.
Von 1395 sind die ersten Schüler einer dortigen Lateinschule bekannt.
Die Mitglieder des Prämonstratenserstiftes kamen   aus dem umliegenden norddeutschen Raum, bis nach Utrecht, woher einer der letzten Pröpste kam.
Prämonstratenser wurden Träger der Reformation in der Stadt Stade, so die ersten beiden evangelischen Prediger Johannes Osenbrügge 1522, der später der erste Superintendent wurde, und Johannes Hollmann 1523. 1527 wurde die Reformation in Stade eingeführt. 1529 verließ der Propst das Kloster, 1543/44 gab es dort nur noch zwei Brüder. Zwischen 1544 und 1551 wurde es vom Bremer Erzbischof eingezogen.

## Weitere Entwicklung
Danach verfielen Kirche und Konventsgebäude. 1586 wurden sie von der Stadt übernommen, die auch die Lateinschule weiterführte. Danach wurde die Kirche einige Jahre von englischen reformierten Kaufleuten der Merchant Adventures und von wallonischen Kaufleuten bis etwa 1611 genutzt.
Ab 1629 wurde der Aufbau eines neuen Konvents von Augustinerchorherren (Prämonstratensern?) während der katholischen Besetzung der Stadt im Dreißigjährigen Krieg versucht. Diese endete 1632 nach der schwedischen Eroberung. Danach verfielen die Gebäude weiter und wurden nach und nach abgetragen.
1798 wurde an der Stelle der ehemaligen Klosterkirche das Zeughaus am Pferdemarkt gebaut.

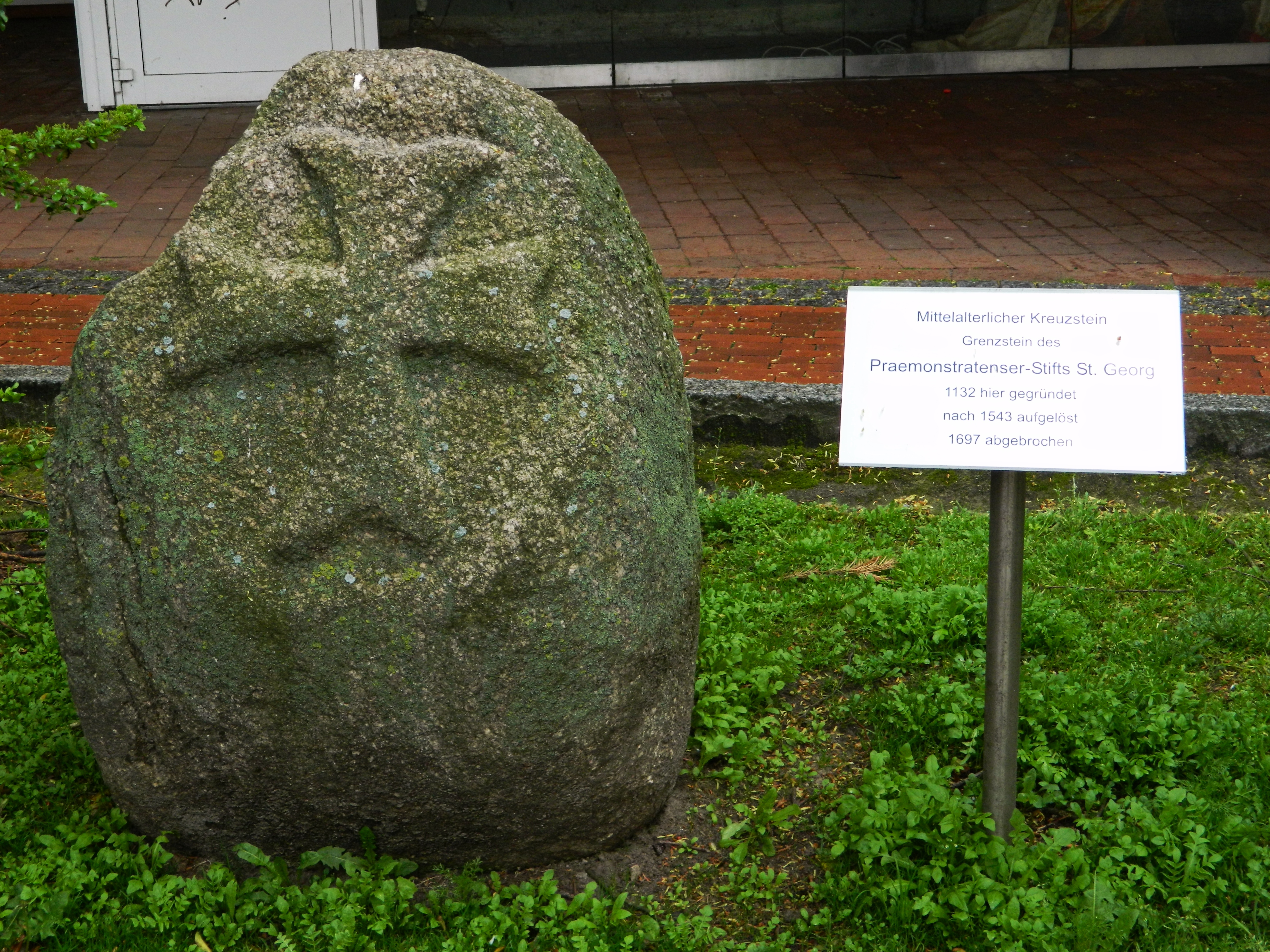
Kreuzstein des Stifts St. Georg, aufgestellt auf dem Pferdemarkt nordwestlich des Zeughauses, 2012

## Archäologische Ausgrabungen
1961 fanden erstmals archäologische Ausgrabungen vor dem Bau der Stadtsparkasse statt. Dabei wurden Fundamentreste der Klosteranlage festgestellt. Bei Ausgrabungen unter dem Zeughaus 1993  wurden weitere Mauerreste und Fundamente der Anlage gefunden.
Die erste Kirche aus dem 12. Jahrhundert war ein einfacher Saalbau mit rechteckigem Chor aus Granitquadersteinen mit über 60 Metern Länge. Ein zweiter Bau aus dem 14. Jahrhundert war eine dreischiffige Basilika aus Backsteinen, die mit 72 Metern Länge wahrscheinlich die zweitgrößte im Erzbistum Bremen (nach dem Dom) war. Dort wurde die Grablege des Erzbischofs Gottfried von Arnsberg gefunden, die seitdem zu besichtigen ist.